# Xcalot Akal
Xcalot Akal är en ort i Mexiko.   Den ligger i kommunen Hopelchén och delstaten Campeche, i den östra delen av landet, 1 000 km öster om huvudstaden Mexico City. Xcalot Akal ligger 122 meter över havet och antalet invånare är 133.
Terrängen runt Xcalot Akal är platt. Runt Xcalot Akal är det mycket glesbefolkat, med 2 invånare per kvadratkilometer. Närmaste större samhälle är San Juan Bautista Sahcabchén, 13,5 km sydväst om Xcalot Akal. I omgivningarna runt Xcalot Akal växer i huvudsak lövfällande lövskog.